# Stanislav Vlček
Stanislav Vlček (Vlašim, República Checa, 26 de febrero de 1976) es un exfutbolista checo. Jugaba de delantero y su primer equipo fue el FC Bohemians 1905.

## Trayectoria
Vlček empezó jugando en el FC Bohemians 1905, equipo en el que poco a poco se fue haciendo un hueco en el equipo titular.
En la temporada 96-97 juega en el SK Dynamo České Budějovice para luego fichar por el SK Sigma Olomouc, club en el que permanece 6 temporadas.
En 2004 se va a jugar unos meses a Rusia, al FC Dynamo Moscú, para luego volver a su país fichando por el Slavia Praga.
A principios de 2008 (fue traspasado en el mercado de invierno) empieza una nueva etapa en la Liga Belga con el Royal Sporting Club Anderlecht. Con este club ganó la Copa de Bélgica.
Su último equipo fue el Slavia Praga.

## Selección nacional
Ha sido internacional con la selección de fútbol de la República Checa en catorce ocasiones. Su debut como internacional se produjo el 8 de febrero de 2000 en un partido contra México.
Fue convocado por su selección para participar en la Eurocopa de Austria y Suiza de 2008, donde disputó tres encuentros.

## Clubes
| Club                       | País            | Año       |
| -------------------------- | --------------- | --------- |
| FC Bohemians 1905          | República Checa | 1992-1995 |
| SK Dynamo České Budějovice | República Checa | 1995-1997 |
| SK Sigma Olomouc           | República Checa | 1997-2003 |
| FC Dynamo Moscú            | Rusia           | 2004      |
| Slavia Praga               | República Checa | 2004-2007 |
| Anderlecht                 | Bélgica         | 2008-2009 |
| Slavia Praga               | República Checa | 2009-2012 |

## Palmarés

### Campeonatos nacionales
| Título          | Club       | País            | Año  |
| --------------- | ---------- | --------------- | ---- |
| Copa de Bélgica | Anderlecht | Copa de Bélgica | 2008 |